# Dinte pentru dinte
Dinte pentru dinte (titlul original: în suedeză Mannen Som Sökte Sin Skugga) este al cincilea volum al seriei Millennium și al doilea scris de suedezul David Lagercrantz care a continuat seria începută de compatriotul său Stieg Larsson dar întreruptă după decesul celui din urmă. Romanul a fost publicat pe plan mondial la data de 7 septembrie 2017. Romanul a fost tradus în română și publicat de Editura Trei.
Titlul original al cărții se traduce mot-a-mot Omul care și-a căutat umbra.

## Rezumat
Lisbeth Salander ispășește o pedeapsă de două luni de închisoare pentru crimele pe care le-a comis în timp ce îl proteja pe August Balder. După ce apar amenințări împotriva ei, este transferată la închisoarea de maximă securitate Flodberga, pe care o consideră plină de corupție. De asemenea, descoperă că prizoniera din Bangladesh Faria Kasi este chinuită noaptea de o altă prizonieră, dura Beatrice „Benito” Andersson.
Într-o zi, Salander este vizitată de fostul tutore Holger Palmgren. În timpul conversației lor, Palmgren îi povestește despre o vizită pe care a primit-o de la o fostă secretară de la St Stefan's, unde Lisbeth fusese internată în copilărie, care i-a dat dosarele medicale ale lui Salander, ceea ce l-a făcut să creadă că a fost implicată în ceva numit Registrul. Suspicios, Salander îl obligă pe directorul închisorii să o lase să-și folosească computerul, unde află că Registrul este un proiect secret care plasează copii excepționali în medii specifice pentru a testa efectele asupra creșterii lor.
Incapabilă să facă ceva din închisoare, Salander îi cere jurnalistului Mikael Blomkvist să investigheze în locul ei, îndreptându-l către bogatul om de afaceri Leo Mannheimer, al cărui nume se afla în dosarul Registrului pe care l-a găsit. În timpul investigației sale, Blomkvist află că Mannheimer s-a comportat ciudat în ultima vreme și ajunge să bănuiască că nu numai că are un geamăn, Dan Brody, dar Brody se plimba prin preajmă prefăcându-se că este Mannheimer.
Între timp, Palmgren, în timp ce parcurge dosarul lui Salander, recunoaște numele Martin Steinberg și îl sună. Steinberg intră în panică și o contactează pe asociata sa Rakel Greitz care, în ciuda faptului că e bolnavă de cancer la stomac, intră în casa lui Palmgren prefăcându-se a fi asistentă, îl otrăvește și ia dosarul. Blomkvist sosește prea târziu pentru a-l salva, dar Palmgren, înainte de a muri, îi spune să o găsească pe Hilda von Kanterborg, un fost agent al Registrului ale cărui inițiale erau în dosar.
Blomkvist o urmărește pe Hilda și, deși nu crede că Dan a furat identitatea lui Leo, ea confirmă că sunt gemeni. Ea îi mai spune că Greitz a încercat să o ia pe Salander de familia ei când era copil, ca parte a experimentului, însă Lisbeth a reușit să scape, ascunzându-se într-o biserică unde a văzut o statuie a unui dragon fiind ucis de Sfântul Gheorghe, ceea ce a inspirat-o să lupte împotriva nedreptăților și mai târziu să-și facă tatuaj cu dragonul.
Blomkvist se confruntă apoi cu Mannheimer, care, după ce l-a salvat de omul lui Greitz, Benjamin, dezvăluie că el este Dan. După ce a crescut la o fermă cu un tată adoptiv abuziv, Dan și-a găsit o pasiune pentru muzică și în cele din urmă a fugit în America, unde a trăit ca muzician de jazz. După ce a fost confundat cu Leo de către o colegă de muncă, a văzut că semănau și a venit în Suedia să-l găsească. După ce au petrecut timp împreună, s-au confruntat furios cu Greitz pentru răspunsuri. Din nefericire, ea și Benjamin i-au luat pe nepregătite și l-au otrăvit pe Leo, șantajându-l pe Dan să-l îngroape și să-i ia identitatea. Cu toate acestea, Dan a reușit în secret să-i salveze viața fratelui său și să-l ajute să scape. Au sfârșit luându-și identitatea unul celuilalt, Leo trăind în America, în timp ce complotează să se răzbune.
În timp ce se întâmplă acest lucru, directorul din Flodberga face planuri pentru a o transfera pe Benito într-o altă închisoare. După ce află acest lucru, Benito se pregătește să o omoare pe Faria, ceea ce dezvăluie că a fost angajată de frații Fariei. Cu toate acestea, Salander o oprește și o rănește grav, trimițând-o la spital.
După ce este eliberată, Salander, cu ajutorul surorii lui Blomkvist, Annika, analizează istoria Fariei: a fost tratată ca sclavă și obiect de către frații ei mai mari, foarte religioși, Bashir și Ahmed, care plănuiau să o vândă în căsătorie cu un bărbat bogat. Acest lucru s-a prăbușit când ea s-a îndrăgostit de Jamal Chowdhury, un cetățean din Bangladesh care a fost catalogat drept eretic de extremiștii islamiști. Salander descoperă curând că, la ordinul celor doi frați mai mari, fratele mai mic Khalil l-a ucis pe Jamal, ceea ce a făcut ca Faria să-l omoare pe Ahmed, ceea ce a dus la arestarea ei și la angajarea lui Benito de către Bashir.
Salander îl păcălește pe Bashir să mărturisească pe video și îl convinge pe Khalil să facă același lucru după ce Bashir fuge. Apoi plănuiește să meargă după Greitz când Blomkvist îi spune ce a găsit, doar pentru a fi răpită de Bashir și de Benito care scăpase din spital. Ea trimite o alertă pentru aliații ei hackeri, care reușesc să urmărească camionul în care se află și să alerteze poliția. Cu ajutorul Fariei, poliția îi găsește exact în momentul în care Salander evadează și îi arestează pe Benito, Bashir și colegii lor. După ce și-a revenit după o rană suferită, Salander îi confruntă și îi supune pe Greitz și Benjamin, hotărând să o cruțe pe cea dintâi, astfel încât să poată suferi rușinea că reputația ei i-a fost distrusă pe măsură ce este arestată.
Acuzațiile Fariei sunt reduse și probabil că este eliberată. Oamenii implicați, inclusiv Steinberg, sunt trimiși la închisoare și, deși în același timp are loc o prăbușire a pieței de valori, Millennium publică povestea lui Leo și Dan. Toți cei care l-au cunoscut pe Palmgren se adună la înmormântarea lui, la care Salander ține un discurs pasional despre tutorele ei.

## Recenzii de la critici
O recenzie de la The Washington Post spune că romanul „întărește elementul mistic al viziunii creative a lui Larsson” și este o lectură fascinantă. Însă The Guardian nu a fost de acord, invocând „încetineala complotului” și crearea de momente tensionate prin „întreruperi organizate și întârzieri care sunt enervante”. O recenzie de la USA Today spune că Lisbeth Salander este un personaj fascinant, dar este relativ absentă din carte. Iar revista Paste notează, de asemenea, că Lagercrantz preferă să scrie despre personaje noi pe care le-a creat în locul lui Salander.

## Traduceri în limba română
- Dinte pentru dinte. Millennium 5, Editura Trei, 2017[5]